# شهدطوطیک زنبقی
شهدطوطیک زنبقی (نام علمی: Saudareos iris)، پرنده کوچک تا ۲۰ سانتی‌متر، یک شهدطوطی سبز است. نر دارای پیشانی سرخ، پشت گردن زرد، نوار بنفش پشت از چشم بین پشت و گونه، و در زیر زردفام است. ماده تقریباً مشابه و دارای تاج-پیشانی سبز با نشانه‌های سرخ و گونه سبز زردفام است.
شهدطوطیک زنبقی در جنگل‌ها و درختزارهای جزایر وتار و تیمور در ساندای کوچک پراکنده‌است. از سطح دریا تا ارتفاع ۱۵۰۰ متری یافت می‌شود. شهدطوطیک زنبقی معمولاً در گله‌های کوچک یافت می‌شود.